# 반창기병

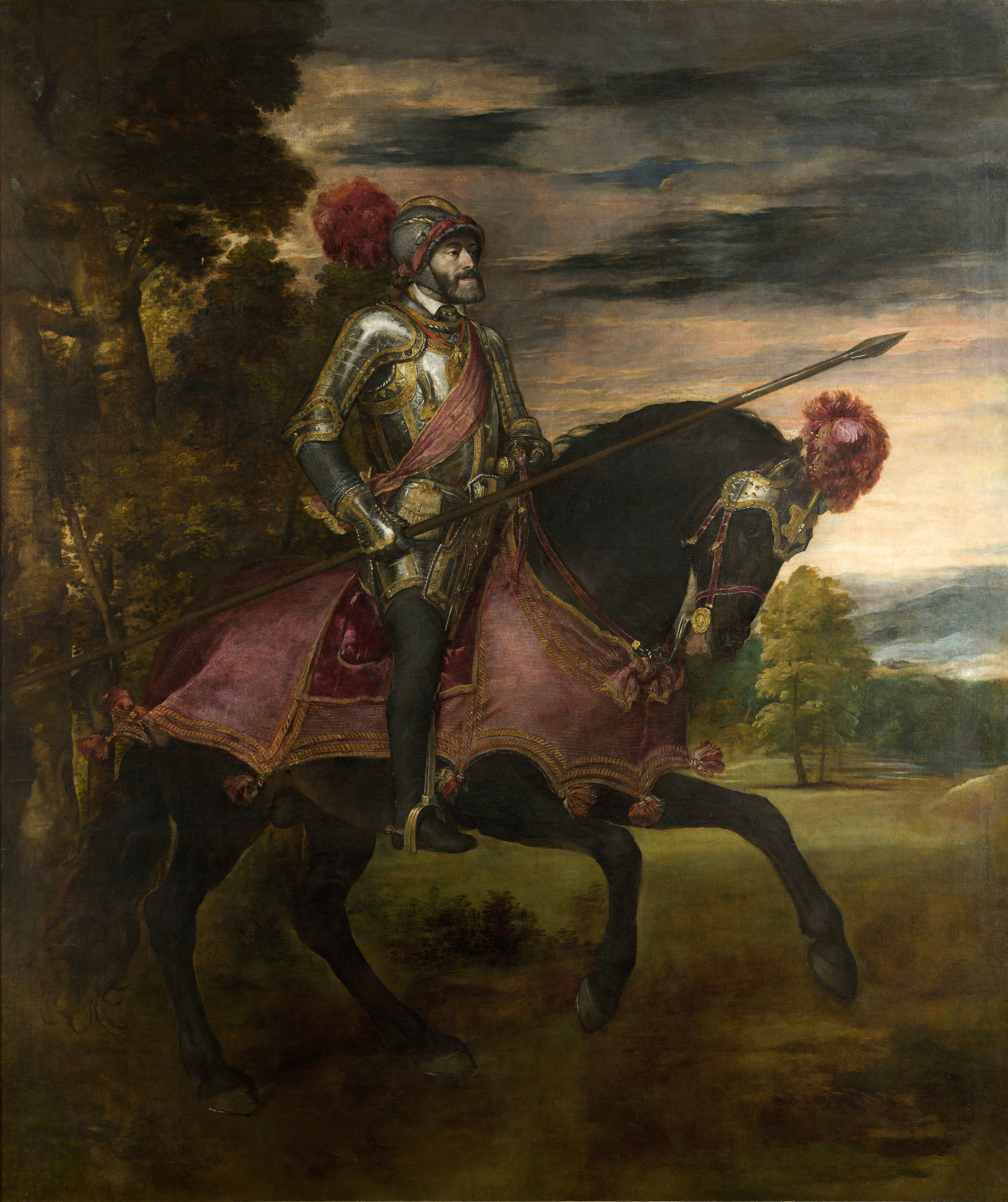
반창기병 군장을 한 카를 5세.

반창기병(半槍騎兵, 영어: demilancer 데미랜서[*], 독일어: Halb-Ulan 할프울란[*])은 16세기 ~ 17세기 초 서유럽의 중기병의 일종이다.
강력한 돌격력을 지닌 창기병을 육성해야겠으나 비용이 부족할 경우, 마갑을 씌우지 않고 기수의 갑옷도 사분의삼갑 또는 절반갑을 씌어 경량화한 것이다. 투구도 머리를 완전히 감싸는 헬름 대신 앞면이 트인 버고넷을 사용했다.

## 같이 보기
- 창기병